# 勺鸡
勺鸡（学名：Pucrasia macrolopha）为雉科勺鸡属的鸟类，俗名角鸡、柳叶鸡。为中国国家二级重点保护野生动物。

## 特征

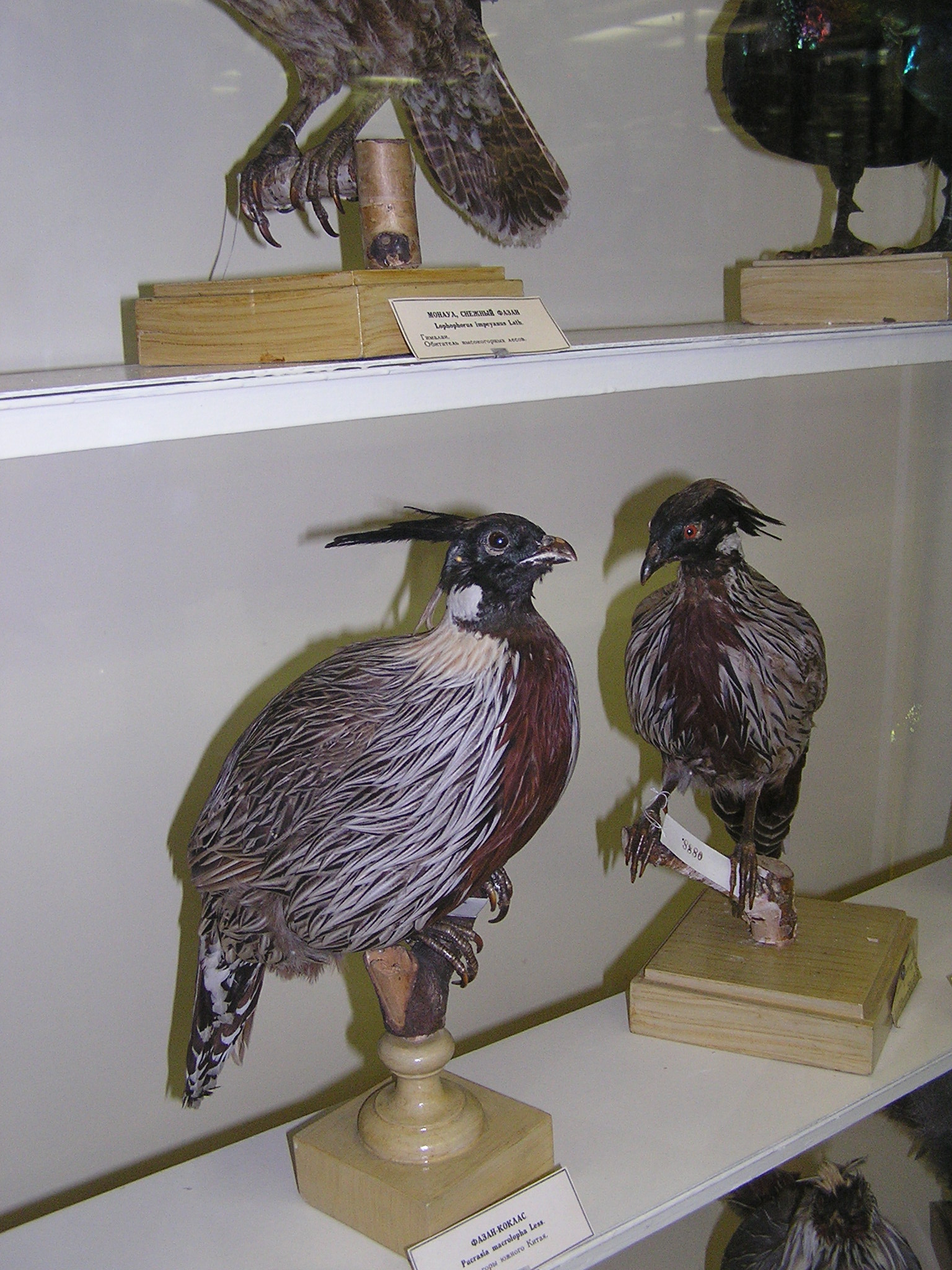
勺鸡的標本

雄鸟体长约55厘米，头顶褐棕色。具有冠羽，后有黑色长枕冠。后颈和颈侧棕黄面杂有白纹，体羽大部分呈灰色，各羽具“V”字形黑纹，纹中缀有黑点，中央尾羽和尾上覆羽并杂有栗色黑缘纵纹。雌鸟枕冠和尾较短。

## 分布
分布于中国大陆的西藏、云南、往北直抵辽宁、东至浙江、福建、广东等地，一般栖息于针阔混交林、密生灌丛的 多岩坡地以及山脚灌丛。该物种的模式产地在印度卡毛恩的阿尔摩拉。

## 亚种
- 勺鸡东南亚种（学名：Pucrasia macrolopha darwini），是中国的特有物种。分布于四川、湖北、安徽、浙江、福建、广东等地。该物种的模式产地在浙江山地。[3]
- 勺鸡安徽亚种（学名：Pucrasia macrolopha joretiana），是中国的特有物种。分布于安徽等地。该物种的模式产地在安徽霍山。[4]